# Augusto, Duque de Saxe-Weissenfels
Augusto de Saxe-Weissenfels (Dresda, 13 de agosto de 1614 – Halle, 4 de junho de 1680) foi um Duque de Saxe-Weissenfels-Querfurt, da Casa de Wettin, e administrador do Arcebispado de Magdeburgo.
Ele era o quarto (porém, segundo sobrevivente) filho de João Jorge I, Eleitor da Saxônia, e de sua segunda esposa, Madalena Sibila da Prússia.

## Início de vida
Em 23 de janeiro de 1628, aos 13 anos de idade, Augusto foi nomeado administrador do Arcebispado de Magdeburgo, pelo seu Capítulo, para substituir o atual detentor do título, Cristiano Guilherme de Brandemburgo. A esse tempo, Augusto já havia servido três anos como bispo-coadjutor. No entanto, ele não pôde assumir seu posto. Em 20 de maio de 1631, depois de sete meses de cerco e pilhagem, durante o Saque de Magdeburgo, a cidade foi tomada pelas tropas imperiais. O concorrente católico para assumir a diocese, o Arquiduque Leopoldo Guilherme da Áustria, assumiu o título de arcebispo e administrador de Magdeburgo. A Paz de Praga (1635), confirmou o seu domínio sobre a cidade, mas três anos mais tarde, as tropas suecas expulsaram o exército habsburgo e restaituíram Augusto como administrador, em 19 de outubro de 1638. Augusto, finalmente, assumiu o controle total de Magdeburgo, em 31 de dezembro de 1642, depois que um tratado de neutralidade foi concluído com o general sueco Lennart Torstensson. Ele foi, então, capaz de começar a reconstrução da cidade.
Em 1643, Augusto foi aceito na Sociedade Frutífera, a mando de Luís I, Príncipe de Anhalt-Köthen.

## Duque de Saxe-Weissenfels
No decreto de 20 de julho de 1652, o Eleitor João Jorge I ordenou a divisão dos territórios de Albertina, que foi realizada em 22 de abril de 1657, em Dresda. Augusto herdou as cidades de Weissenfels e Querfurt, e se tornou seu primeiro duque.
Augusto também aumentou seus bens ao assumir a administração do Condado de Barby , durante a menoridade do Conde Augusto Luís. Em 17 de outubro de 1659, no entanto, o jovem conde morreu pouco antes de atingir a maioridade. Com ele, a linhagem de Barby foi extinta. Uma disputa por suas terras foi resolvida em favor de agosto deAugusto, sete anos mais tarde (1666). Em seu testamento, o duque deixou Barby para seu filho Henrique.
Em 25 de julho de 1660, Augusto assentou a primeira pedra de sua residência oficial, o Palácio Neu-Augustusburg, em Weissenfels. Este castelo foi construído no mesmo local do antigo, que havia sido devastado pelaa tropas suecas. O duque morreu antes que o castelo estivesse concluído.
Em 15 de julho de 1667, os filhos do falecido Duque Guilherme de Saxe-Weimar ofereceram a Augusto a presidência da Sociedade Frutífera. Ele aceitou o cargo com a sua responsabilidade de promover o trabalho de artistas e cientistas. Suaa atividades como mecenas deixaram consideráveis dívidas para seus descendentes assumirem.

## Casamentos e descendência
Em Schwerin, a 23 de novembro de 1647, Augusto se casou com Ana Maria de Mecklenburgo-Schwerin. Eles tiveram doze filhos:
1. Madalena Sibila de Saxe-Weissenfels (Halle, 2 de setembro de 1648 - Gota, de 7 de janeiro de 1681), casou-se, em 14 de novembro de 1669, com o Duque Frederico I de Saxe-Gota-Altemburgo. Ela foi ancestral da Rainha Vitória do Reino Unido.
2. João Adolfo I de Saxe-Weissenfels (Halle, 2 de novembro de 1649 - Weissenfels, 24 de maio de 1697).
3. Augusto de Saxe-Weissenfels  (Halle, 3 de dezembro de 1650 - Halle, de 11 de agosto de 1674), Superintendente de Magdeburgo, casou-se, em 25 de agosto de 1673, com Carlota de Hesse-Eschwege. Seu único filho nasceu morto (24 de abril de 1674).
4. Cristiano (Halle, 25 de janeiro de 1652 - Mainz, 24 de agosto de 1689), General Marechal de Campo do Exército Eleitoral Saxão. Morto em ação.
5. Ana Maria (Halle, 28 de fevereiro de 1653 - Halle, 17 de fevereiro de 1671).
6. Sofia de Saxe-Weissenfels (Halle, 23 de junho de 1654 - Zerbst, 31 de Março de 1724), casou-, em 18 de junho de 1676, com Carlos, Príncipe de Anhalt-Zerbst. Como sua irmã mais velha, Madalena Sibila, ela foi ancestral da Rainha Vitória.
7. Catarina (Halle, 12 de setembro de 1655 - Halle, 21 de abril de 1663).
8. Cristina (Halle, 25 de agosto de 1656 - Eutin, 27 de abril de 1698), casou-se, em 21 de junho de 1676, com Augusto Frederico de Holsácia-Gottorp, Príncipe-Bispo de Lübeck (filho de Frederico III, Duque de Holsácia-Gottorp, e sua esposa, a Duquesa Maria Isabel da Saxônia).
9. Henrique (Halle, 29 de setembro de 1657 - Barby, 16 de fevereiro de 1728); ele herdou Barby.
10. Alberto(Halle, 14 de abril de 1659 - Leipzig, 9 de maio de 1692).
11. Isabel (Halle, 25 de agosto de 1660 - Halle, 11 de maio de 1663).
12. Doroteia (Halle, 17 de dezembro de 1662 - Halle, 12 de maio de 1663).

Em Halle, a 29 de janeiro de 1672, dois anos após a morte de sua primeira esposa, Augusto se casou com Joana Walpurgis de Leiningen-Westerburg. Eles tiveram três filhos:
1. Frederico (Halle, 20 de novembro de 1673 - Dahme, 16 de abril de 1715); ele herdou Dahme.
2. Maurício (Halle, de 5 de janeiro de 1676 - Szeged, 12 de setembro de 1695).
3. Filho natimorto (1679).